# Apamea amica
Apamea amica är en fjärilsart som beskrevs av Harris 1862. Apamea amica ingår i släktet Apamea och familjen nattflyn. Inga underarter finns listade i Catalogue of Life.